# Championnats d'Asie d'athlétisme en salle 2016
Navigation
Hangzhou 2014 Téhéran 2018
Les 7es Championnats d'Asie d'athlétisme en salle se déroulent les 19 et 21 février 2016 à Doha, au Qatar sous l'égide de l'Association asiatique d'athlétisme.

## Faits marquants
Pendant le premier jour de compétition, la Chinoise Li Ling améliore le record d'Asie du saut à la perche avec une performance de 4,70 m. Elle améliore ce record qu'elle détenait déjà avec 4,51 m en 2015.
Le second jour de compétition, la Bahraïni Kemi Adekoya établit elle aussi un record continental sur le 400 m. Avec 51 s 67, elle améliore d'une demi-seconde les 52 s 27 de la Chinoise Li Yajun du 24 février 1996.
Le dernier jour de compétition, l'équipe nationale féminine du Bahreïn établit un nouveau record continental sur le relais 4 x 400 m.

## Résultats

### Hommes
| 60 m | Hassan Taftian 6 s 56 (NR,CR)                                                                                      | Reza Ghasemi 6 s 66                                                                             | Eric Cray 6 s 70                                |
| 400 m | Abdalelah Haroun 45 s 88 (CR)                                                                                      | Abbas Abubakar Abbas 46 s 60 (PB)                                                               | Mikhail Litvin 46 s 80 (PB)                     |
| 800 m | Musaeb Abdulrahman Balla 1 min 46 s 92 (CR)                                                                        | Jamal Hairane 1 min 48 s 05                                                                     | Mostafa Gholamerza Kordiyani 1 min 48 s 26 (NR) |
| 1 500 m | Mohamad al-Garni 3 min 36 s 35 (CR,NR)                                                                             | Benson Seurei 3 min 37 s 08 (PB)                                                                | Said Aden Said 3 min 37 s 29 (PB)               |
| 3 000 m | Mohamad al-Garni 7 min 39 s 23 (CR)                                                                                | Albert Rop 7 min 40 s 27                                                                        | Said Aden Said 7 min 44 s 69 (PB)               |
| 60 m haies | Abdulaziz al-Mandeel 7 s 60 (CR, NR)                                                                               | Yaqoub al-Youha 7 s 65                                                                          | Zhang Honglin 7 s 73                            |
| 4 × 400 m | Qatar Mohamed Nasir Abbas Musaeb Abdulrahman Balla Abubaker Haydar Abdalla Abdelalelah Haroun 3 min 8 s 20 (NR,CR) | Iran Reza Ghasemi Gholamerza Kordinayi Mahdi Javad Zamani Sajjad Hashemi Ahangari 3 min 11 s 86 | Pas d'autres équipes engagées                   |
| Saut en hauteur | Mutaz Essa Barshim 2,35 m                                                                                          | Majd Eddine Ghazal 2,28 m (NR)                                                                  | Manjula Kumara 2,24 m (NR)                      |
| Saut à la perche | Huang Bokai 5,75 m (CR, PB)                                                                                        | Seito Yamamoto 5,60 m                                                                           | Hiroki Ogita 5,50 m                             |
| Saut en longueur | Zhang Yaoguang 7,99 m (PB)                                                                                         | Prem Kumar Kumaravel 7,92 m                                                                     | Chan Ming Tai 7,85 m (NR)                       |
| Triple saut | Roman Valiyev 16,69 m                                                                                              | Renjith Maheswary 16,16 m (PB)                                                                  | Rashid Ahmed al-Mannai 15,97 m (PB)             |
| Lancer du poids | Liu Yang 19,30 m                                                                                                   | Tian Zhizhong 18,88 m                                                                           | Om Prakash Singh 18,77 m                        |
| Heptathlon | Akihiko Nakamura 5 831 points (NR)                                                                                 | Hu Yufei 5 745 points                                                                           | Marat Khaydarov 5 619 points                    |
| Records et Performances - AR : Record continental (area record) - CR : Record des championnats (championship record) - MR : Record du meeting (meet record) - NR : Record national (national record) - OR : Record olympique (olympic record) - PR : Record paralympique (paralympic record) - PB : Record personnel (personal best) - SB : Meilleure performance personnelle de la saison (season's best) - WL : Meilleure performance mondiale de l'année (world leader) - WJR : Record du monde junior (world junior record) - WR : Record du monde (world record) Circonstances et Conditions - DNF : N'a pas terminé (did not finish) - DNS : N'a pas pris le départ (did not start) - DQ : Disqualification (disqualification) - NM : Aucun essai valable enregistré (No Mark) - Q : Qualifié « directement » au prochain tour (ou à la prochaine compétition), lors d'une compétition majeure, grâce au classement ou à la réalisation des minima (automatic qualifier) - q : Qualifié au prochain tour (ou à la prochaine compétition), lors d'une compétition majeure, grâce au repêchage ou à la réalisation de l'une des meilleures performances parmi celles des « non qualifiés directement » (grâce au meilleur temps ou à la meilleure distance par exemple) (secondary qualifier) | |                                                                                                 |                                                 |

### Femmes
| 60 m | Viktoriya Zyabkina 7 s 27 (CR)                                                                | Yuan Qiqi 7 s 33 (SB)                                                         | Dutee Chand 7 s 37                                                                                     |
| 400 m | Kemi Adekoya 51 s 67 (AR,CR)                                                                  | Elina Mikhina 53 s 85                                                         | Quách Thị Lan 55 s 69                                                                                  |
| 800 m | Marta Hirpato Yota 2 min 4 s 59                                                               | Nimali Walimar Sha Arachchige 2 min 4 s 88                                    | Tatyana Neroznak 2 min 6 s 32 (PB)                                                                     |
| 1 500 m | Betlhem Desalegn 4 min 21 s 65                                                                | Tigist Gashaw Belay 4 min 22 s 17                                             | Sugandha Kumari 4 min 29 s 06 (PB)                                                                     |
| 3 000 m | Ruth Jebet 8 min 47 s 24 (PB)                                                                 | Alia Saeed Mohammed 8 min 48 s 62 (SB)                                        | |
| 60 m haies | Anastasiya Soprunova 8 s 17 (8.168)                                                           | Anastasiya Pilipenko 8 s 17 (8.170)                                           | Valentina Kibalnikova 8 s 32 (PB)                                                                      |
| 4 × 400 m | Bahreïn Salwa Eid Naser Aminat Yusuf Jamal Iman Essa Jasim Kemi Adekoya 3 min 35 s 07 (AR,CR) | Iran Farzaneh Fasihi Sepideh Tavakoli Zahra Kompani Maryam Tossi 4 min 6 s 51 | Jordanie Rasem Yacoub Hashem Sulaiman Maradat Khattab Omar Boshnak Ael Abdelqader Alqadi 4 min 10 s 55 |
| Saut en hauteur | Svetlana Radzivil 1,92 m (SB)                                                                 | Nadiya Dusanova 1,88 m (=SB)                                                  | Zheng Xingjuan 1,84 m (SB)                                                                             |
| Saut à la perche | Li Ling 4,70 m (AR,CR)                                                                        | Ren Mengqian 4,30 m (SB)                                                      | Tomomi Abiko 4,15 m (SB)                                                                               |
| Saut en longueur | Mayookha Johny 6,35 m                                                                         | Bùi Thị Thu Thảo 6,30 m (SB)                                                  | Olga Rypakova 6,22 m (SB)                                                                              |
| Triple saut | Olga Rypakova 14,32 m (CR,SB)                                                                 | Mayookha Johny 14,00 m (NR)                                                   | Irina Ektova 13,48 m (SB)                                                                              |
| Lancer du poids | Shuang Geng 18,06 m (PB)                                                                      | Guo Tianqian 17,44 m (PB)                                                     | Noora Salem Jasim 16,26 m (PB)                                                                         |
| Pentathlon | Ekaterina Voronina 4 224 points                                                               | Sepideh Tavakoli 3 828 points                                                 | Chie Kiriyama 3 637 points                                                                             |
| Records et Performances - AR : Record continental (area record) - CR : Record des championnats (championship record) - MR : Record du meeting (meet record) - NR : Record national (national record) - OR : Record olympique (olympic record) - PR : Record paralympique (paralympic record) - PB : Record personnel (personal best) - SB : Meilleure performance personnelle de la saison (season's best) - WL : Meilleure performance mondiale de l'année (world leader) - WJR : Record du monde junior (world junior record) - WR : Record du monde (world record) Circonstances et Conditions - DNF : N'a pas terminé (did not finish) - DNS : N'a pas pris le départ (did not start) - DQ : Disqualification (disqualification) - NM : Aucun essai valable enregistré (No Mark) - Q : Qualifié « directement » au prochain tour (ou à la prochaine compétition), lors d'une compétition majeure, grâce au classement ou à la réalisation des minima (automatic qualifier) - q : Qualifié au prochain tour (ou à la prochaine compétition), lors d'une compétition majeure, grâce au repêchage ou à la réalisation de l'une des meilleures performances parmi celles des « non qualifiés directement » (grâce au meilleur temps ou à la meilleure distance par exemple) (secondary qualifier) |                                                                                               |                                                                               | |

## Tableau des médailles
| Rang  | Nation              | Or | Argent | Bronze | Total |
| ----- | ------------------- | -- | ------ | ------ | ----- |
| 1     | Qatar               | 6  | 1      | 3      | 10    |
| 2     | Kazakhstan          | 4  | 2      | 4      | 10    |
| 3     | Chine               | 3  | 3      | 1      | 7     |
| 4     | Bahreïn             | 2  | 5      | 1      | 8     |
| 5     | Indonésie           | 2  | 1      | 2      | 5     |
| 6     | Ouzbékistan         | 2  | 1      | 1      | 4     |
| 7     | Émirats arabes unis | 2  | -      | 1      | 3     |
| 8     | Iran                | 1  | 4      | 1      | 6     |
| 9     | Japon               | -  | 1      | 3      | 4     |
| 10    | Viêt Nam            | -  | 1      | 1      | 2     |
| 10    | Sri Lanka           | -  | 1      | 1      | 2     |
| 12    | Syrie               | -  | 1      | -      | 1     |
| 13    | Philippines         | -  | -      | 1      | 1     |
| 13    | Jordanie            | -  | -      | 1      | 1     |
| Total | Total               | 18 | 18     | 18     | 54    |